# Tetsuya Okayama
Tetsuya Okayama (jap. 岡山 哲也, Okayama Tetsuya; * 27. August 1973 in der Präfektur Aichi) ist ein ehemaliger japanischer Fußballspieler.

## Karriere
Okayama erlernte das Fußballspielen in der Schulmannschaft der Chukyo University Chukyo High School. Seinen ersten Vertrag unterschrieb er 1992 bei Nagoya Grampus Eight. Der Verein spielte in der höchsten Liga des Landes, der J1 League. 1996 wurde er mit dem Verein Vizemeister der J1 League. 1995 und 1999 gewann er mit dem Verein den Kaiserpokal. Für den Verein absolvierte er 278 Erstligaspiele. 2005 wechselte er zum Ligakonkurrenten Albirex Niigata. Für den Verein absolvierte er 28 Erstligaspiele. 2007 wechselte er zu Albirex Niigata (Singapur). Ende 2008 beendete er seine Karriere als Fußballspieler.

## Erfolge
Nagoya Grampus Eight
- J1 League

Vizemeister: 1996
- Kaiserpokal

Sieger: 1995, 1999